# Premi Octavi Pellissa
El Premi Octavi Pellissa fou un guardó literari convocat per l'Editorial Empúries des del 1996 fins al 2012. Es tractà d'un concurs anual que atorgava una aportació econòmica a projectes literaris en homenatge a Octavi Pellissa i Safont (1935-1992), un activista polític de la resistència antifranquista.

## Guardonats
| Any  | Guanyador                       | Obra                                             |
| ---- | ------------------------------- | ------------------------------------------------ |
| 1996 | Pep Coll i Martí                | El segle de la llum                              |
| 1997 | Antoni Puigvert i Romaguera     | Febre d'Hivern                                   |
| 1997 | Joan Manuel Oleaque Moreno      | Entre tenebres (Descens al cor d’Alcásser)       |
| 1997 | Vicenç Pagés i Jordà            | Aprendre a escriure                              |
| 1998 | Maria Àngels Anglada i d'Abadal | Nit de 1911                                      |
| 1998 | Salvador Oliva i Llinàs         | Introducció a Shakespeare                        |
| 1999 | Ada Castells Ferrer             | Mirada                                           |
| 1999 | Màrius Serra i Roig             | Verbàlia                                         |
| 2000 | Josep Maria Fonalleras i Codony | August & Gustau                                  |
| 2001 | Biel Mesquida Amengual          | Carnatge Hall                                    |
| 2002 | Xavier Montanyà i Atoche        | Pirates de la llibertat. Contra Franco i Salazar |
| 2003 | Jordi Puntí i Garriga           | Maletes perdudes                                 |
| 2004 | Francesc Serés Guillén          | La Matèria Primera                               |
| 2005 | Eduard Márquez i Tañá           | La decisió de Brandes                            |
| 2006 | Julià Guillamon i Mota          | El dia revolt                                    |
| 2007 | Narcís Comadira i Moragriega    | La vida que torna                                |
| 2008 | Jordi Amat i Fusté              | Com una pàtria. Vida de Josep Benet              |
| 2009 | Toni Sala i Isern               | Notes sobre literatura                           |
| 2010 | Lolita Bosch                    | Camps de caputxins abans de tot això             |
| 2011 | Albert Garcia Espuche           | Setge, societat, persones                        |
| 2012 | Xavier Pla i Barbero            | Josep Pla o un ideal de vida lliure              |